# Seongsan-gu
Seongsan-gu (koreanska: 성산구) är ett stadsdistrikt i staden Changwon i provinsen Södra Gyeongsang i Sydkorea. 

## Indelning
Seongsan-gu består av sju stadsdelar (dong).

- Bansong-dong
- Gaeumjeong-dong
- Jungang-dong
- Sangnam-dong
- Sapa-dong
- Seongju-dong
- Ungnam-dong